# Пак Чи Сон
Пак Чи Сон (кор. 박지성?, 朴智星?; также часто встречается неправильное написание Парк Джи Сун; англ. Park Ji-Sung; 25 февраля 1981, Сувон, Республика Корея) — южнокорейский футболист, полузащитник. Наиболее известен по своим выступлениям за «Манчестер Юнайтед» в 2005—2012 годах, а также за сборную Республики Корея, за которую провёл 100 матчей. В настоящее время работает в структуре «Манчестер Юнайтед», занимая должность глобального посла клуба.

## Клубная карьера

### «Манчестер Юнайтед»
Летом 2005 года Пак перешёл в английский клуб «Манчестер Юнайтед» за £4 млн.
Пак стал первым азиатским игроком, надевшим капитанскую повязку «Манчестер Юнайтед». Это произошло в матче Лиги чемпионов против «Лилля» 18 октября 2005 года, когда Райан Гиггз покинул поле. Свой первый гол за «Юнайтед» он забил 20 декабря 2005 года в матче пятого раунда Кубка Футбольной лиги против «Бирмингем Сити». 9 апреля 2006 года Пак забил свой первый гол в Премьер-лиге в ворота лондонского «Арсенала».
В сезоне 2006/07 Пак долгое время был травмирован, однако сыграл достаточно матчей для получения чемпионской медали Премьер-лиги. В апреле 2007 года он отправился в США, где ему была сделана операция на колене.
1 марта 2008 года Пак забил свой первый гол после восстановления от травмы в матче против «Фулхэма». 29 апреля Пак сыграл в ответном полуфинальном матче Лиги чемпионов против «Барселоны», в котором своими активными действиями нейтрализовал Лионеля Месси, пробежав за матч в общей сложности около 12 км. Алекс Фергюсон, однако, не включил Пака в заявку на финальный матч против «Челси», хотя впоследствии признался, что это решение было одним из самых трудных в его тренерской карьере.
В начале сезона 2008/09 Пак забил единственный гол в матче против «Челси», который завершился вничью 1:1; в этой игре Пак был признан «игроком матча». 13 декабря 2008 года он провёл свой 100-й матч за «Юнайтед» в игре против «Тоттенхэма» на «Уайт Харт Лейн». Пак был включён в состав «Юнайтед» на клубный чемпионат мира, который прошёл в конце 2008 года. Он не сыграл в полуфинале, зато провёл на поле все 90 минут в финальном матче, в котором «Юнайтед» одержал победу с минимальным счётом 1:0, став первым английским клубом, выигравшим этот турнир. 7 марта 2009 года Пак забил свой первый гол в Кубке Англии в матче против «Фулхэма» на «Крейвен Коттедж». 5 мая 2009 года он забил свой первый гол в Лиге чемпионов за «Юнайтед» в ответном полуфинальном матче против «Арсенала» на «Эмирейтс». «Юнайтед» одержал победу в матче и во второй год подряд вышел в финал Лиги чемпионов. 27 мая 2009 года Пак стал первым азиатским футболистом, сыгравшим в финале Лиги чемпионов УЕФА.
14 сентября 2009 года продлил свой контракт с «Юнайтед» до 2012 года. 31 января 2010 года он забил свой первый гол в сезоне в матче против «Арсенала» на «Эмирейтс», в котором «Юнайтед» одержал победу со счётом 3:1. 10 марта 2010 года Пак забил гол в ворота «Милана» в матче плей-офф Лиги чемпионов. 21 марта 2010 года Пак забил важнейший мяч в дерби против «Ливерпуля», замкнув головой кросс Даррена Флетчера; «Юнайтед» одержал победу со счётом 2:1. 4 мая 2010 года Пак заявил, что хотел бы провести остаток карьеры в «Юнайтед»: «Нет причин, по которым я хотел бы уйти в другой клуб».
22 сентября 2010 года Пак забил свой первый гол в сезоне в ворота «Сканторп Юнайтед» в матче третьего раунда Кубка Футбольной лиги. 26 октября он вновь отличился уже в следующем раунде Кубка Лиги, забив гол в ворота «Вулверхэмптон Уондерерс». 6 ноября в матче Премьер-лиги против «Вулверхэмптона» Пак обеспечил «Юнайтед» победу со счётом 2:1, став автором обоих голов «красных дьяволов» в этой встрече. 27 ноября он отличился в матче с «Блэкберном». Официальный сайт «Манчестер Юнайтед» признал Пака лучшим игроком клуба в ноябре, а затем и в декабре 2010 года. 13 декабря 2010 года Пак забил единственный гол в матче против «Арсенала», обеспечив «красным дьяволам» победу со счётом 1:0. Этот гол стал четвёртым голом корейца в семи матчах против лондонского «Арсенала». Впоследствии Пак отправился выступать за сборную на Кубке Азии, из-за чего пропустил семь матчей «Манчестер Юнайтед». Вернувшись с турнира, он выбыл на месяц из-за травмы. Вернулся на поле только 2 апреля в матче против «Вест Хэма», в котором «Юнайтед» праздновал победу со счётом 4:2. 12 апреля Пак забил гол в четвертьфинальном матче Лиги чемпионов против «Челси».
12 августа 2011 года Пак продлил свой контракт с клубом до 2013 года. Он сам заявил по этому поводу следующее: «Я наслаждался каждой минутой, проведённой в „Юнайтед“. Я счастлив быть частью клуба в текущей фазе его истории, в момент создания очередной захватывающей молодой команды. Я с нетерпением жду возможности сыграть свою роль в том, чтобы „Юнайтед“ продолжал оставаться одним из лучших клубов». 28 августа забил свой первый гол в сезоне 2011/12 в матче против «Арсенала», который завершился победой «красных дьяволов» со счётом 8:2.
9 июля 2012 года Пак перешёл в лондонский «Куинз Парк Рейнджерс». Статистика полузащитника в сезон игр за «Куинз Парк Рейнджерс» — 20 матчей (15 — в стартовом составе), три голевые передачи, одна жёлтая карточка.
8 августа 2013 года Пак Чжи Сон подписал годовое арендное соглашение с «ПСВ Эйндховен», за который уже выступал до своего появления в английской премьер-лиге.
14 мая 2014 года объявил о завершении карьеры. 33-летний южнокорейский футболист, являющийся самым титулованным игроком в Азии, рассказал, что решил повесить бутсы на гвоздь из-за проблем с коленом. Последний матч хавбек провёл 3 мая за «ПСВ Эйндховен», в который он перешёл на правах аренды из «Куинз Парк Рейнджерс».
«Я пришел к выводу, что не могу больше играть. Из-за слабого состояния моего колена я не думаю, что мог бы отыграть ещё один сезон. У меня нет никаких сожалений по поводу моей карьеры. Я не испытываю чувства разочарования», — заявил Пак, который в 2008 году стал первым азиатом, выигравшим Лигу чемпионов.

## Карьера в сборной
Пак дебютировал в сборной Южной Кореи в 2000 году. Он изначально выступал на позиции опорного полузащитника. После прихода в сборную Гуса Хиддинка Пак начал выступать на позиции атакующего полузащитника на обоих флангах и в центре.
Пак принял участие в трёх чемпионатах мира: в 2002, 2006 и 2010 годах, забив на каждом из чемпионатов по одному голу.
В конце января 2011 года Пак объявил о завершении карьеры в сборной Южной Кореи, объяснив это желанием предоставить возможность проявить себя в сборной более молодым южнокорейским футболистам.

### Голы за сборную
Голы сборной Южной Кореи указаны первыми.
| #  | Дата            | Стадион                    | Соперник           | Счёт | Итог матча | Турнир                   |
| -- | --------------- | -------------------------- | ------------------ | ---- | ---------- | ------------------------ |
| 1  | 7 июня 2000     | Тегеран, Иран              | Северная Македония | 2:0  | 2:1        | Товарищеский матч        |
| 2  | 21 мая 2002     | Согвипхо, Республика Корея | Англия             | 1:1  | 1:1        | Товарищеский матч        |
| 3  | 26 мая 2002     | Сувон, Республика Корея    | Франция            | 1:1  | 2:3        | Товарищеский матч        |
| 4  | 14 июня 2002    | Инчхон, Республика Корея   | Португалия         | 1:0  | 1:0        | Чемпионат мира 2002      |
| 5  | 8 июня 2005     | Кувейт, Кувейт             | Кувейт             | 4:0  | 4:0        | Отборочные матчи ЧМ-2006 |
| 6  | 18 июня 2006    | Лейпциг, Германия          | Франция            | 1:1  | 1:1        | Чемпионат мира 2006      |
| 7  | 6 февраля 2008  | Сеул, Республика Корея     | Туркменистан       | 3:0  | 4:0        | Отборочные матчи ЧМ-2010 |
| 8  | 31 мая 2008     | Сеул, Республика Корея     | Иордания           | 1:0  | 2:2        | Отборочные матчи ЧМ-2010 |
| 9  | 15 октября 2008 | Сеул, Республика Корея     | ОАЭ                | 2:0  | 4:1        | Отборочные матчи ЧМ-2010 |
| 10 | 11 февраля 2009 | Тегеран, Иран              | Иран               | 1:1  | 1:1        | Отборочные матчи ЧМ-2010 |
| 11 | 17 июня 2009    | Сеул, Республика Корея     | Иран               | 1:1  | 1:1        | Отборочные матчи ЧМ-2010 |
| 12 | 24 мая 2010     | Сайтама, Япония            | Япония             | 1:0  | 2:0        | Товарищеский матч        |
| 13 | 12 июня 2010    | Порт-Элизабет, ЮАР         | Греция             | 2:0  | 2:0        | Чемпионат мира 2010      |

## Достижения

### Командные достижения
«Киото Санга»
- Победитель 2-го дивизиона Джей-лиги: 2001
- Обладатель Кубка Императора: 2002
- Итого: 2 трофея

 ПСВ
- Чемпион Нидерландов: 2004/05
- Обладатель Кубка Нидерландов: 2004/05
- Итого: 2 трофея

 «Манчестер Юнайтед»
- Чемпион Премьер-лиги (4): 2006/07, 2007/08, 2008/09, 2010/11
- Обладатель Кубка Футбольной лиги (3): 2005/06, 2008/09, 2009/10
- Победитель Лиги чемпионов УЕФА: 2007/08
- Победитель Клубного чемпионата мира: 2008
- Обладатель Суперкубка Англии (2): 2010, 2011
- Итого: 11 трофеев

 Сборная Южной Кореи
- 4-е место на Чемпионате мира 2002 года

### Личные достижения
- Лучший полузащитник Премьер-лиги (по версии Kicker): 2006
- Лучший азиатский футболист в Европе: 2007
- Рекордсмен сборной Южной Кореи по количеству голов на чемпионатах мира: 3 гола[41]

## Государственные награды
- Орден «За спортивные заслуги» 2 класса Республики Корея — орден Отважного тигра (2 июля 2002)[42]

## Статистика выступлений
| Клуб                 | Сезон            | Лига | Лига | Кубки | Кубки | Еврокубки | Еврокубки | Прочие | Прочие | Итого | Итого |
| Клуб                 | Сезон            | Игры | Голы | Игры  | Голы  | Игры      | Голы      | Игры   | Голы   | Игры  | Голы  |
| -------------------- | ---------------- | ---- | ---- | ----- | ----- | --------- | --------- | ------ | ------ | ----- | ----- |
| Киото Санга          | 2000             | 13   | 1    | 3     | 0     | -         | -         | 0      | 0      | 16    | 1     |
| Киото Санга          | 2001             | 38   | 3    | 2     | 0     | -         | -         | 0      | 0      | 40    | 3     |
| Киото Санга          | 2002             | 25   | 7    | 4     | 1     | -         | -         | 0      | 0      | 29    | 8     |
| Киото Санга          | Итого            | 76   | 11   | 9     | 1     | 0         | 0         | 0      | 0      | 85    | 12    |
| ПСВ                  | 2002/03          | 8    | 0    | 0     | 0     | 0         | 0         | 0      | 0      | 8     | 0     |
| ПСВ                  | 2003/04          | 28   | 6    | 1     | 0     | 10        | 0         | 1      | 0      | 40    | 6     |
| ПСВ                  | 2004/05          | 28   | 7    | 3     | 2     | 13        | 2         | 0      | 0      | 44    | 11    |
| ПСВ                  | Итого            | 64   | 13   | 4     | 2     | 23        | 2         | 1      | 0      | 92    | 17    |
| Манчестер Юнайтед    | 2005/06          | 34   | 1    | 5     | 1     | 6         | 0         | 0      | 0      | 45    | 2     |
| Манчестер Юнайтед    | 2006/07          | 14   | 5    | 5     | 0     | 1         | 0         | 0      | 0      | 20    | 5     |
| Манчестер Юнайтед    | 2007/08          | 12   | 1    | 2     | 0     | 4         | 0         | 0      | 0      | 18    | 1     |
| Манчестер Юнайтед    | 2008/09          | 25   | 2    | 4     | 1     | 9         | 1         | 2      | 0      | 40    | 4     |
| Манчестер Юнайтед    | 2009/10          | 17   | 3    | 2     | 0     | 6         | 1         | 1      | 0      | 26    | 3     |
| Манчестер Юнайтед    | 2010/11          | 15   | 5    | 3     | 2     | 9         | 1         | 1      | 0      | 28    | 8     |
| Манчестер Юнайтед    | 2011/12          | 17   | 2    | 4     | 1     | 7         | 0         | 0      | 0      | 28    | 3     |
| Манчестер Юнайтед    | Итого            | 134  | 19   | 25    | 5     | 42        | 3         | 4      | 0      | 205   | 27    |
| Куинз Парк Рейнджерс | 2012/13          | 20   | 0    | 5     | 0     | 0         | 0         | 0      | 0      | 25    | 0     |
| Куинз Парк Рейнджерс | Итого            | 20   | 0    | 5     | 0     | 0         | 0         | 0      | 0      | 25    | 0     |
| ПСВ (аренда)         | 2013/14          | 23   | 2    | 0     | 0     | 4         | 0         | 0      | 0      | 27    | 2     |
| ПСВ (аренда)         | Итого            | 23   | 2    | 0     | 0     | 4         | 0         | 0      | 0      | 27    | 2     |
| Всего за «ПСВ»       | Всего за «ПСВ»   | 87   | 15   | 4     | 2     | 27        | 2         | 1      | 0      | 119   | 19    |
| Всего за карьеру     | Всего за карьеру | 317  | 45   | 43    | 8     | 69        | 5         | 5      | 0      | 434   | 58    |